# Educación artística

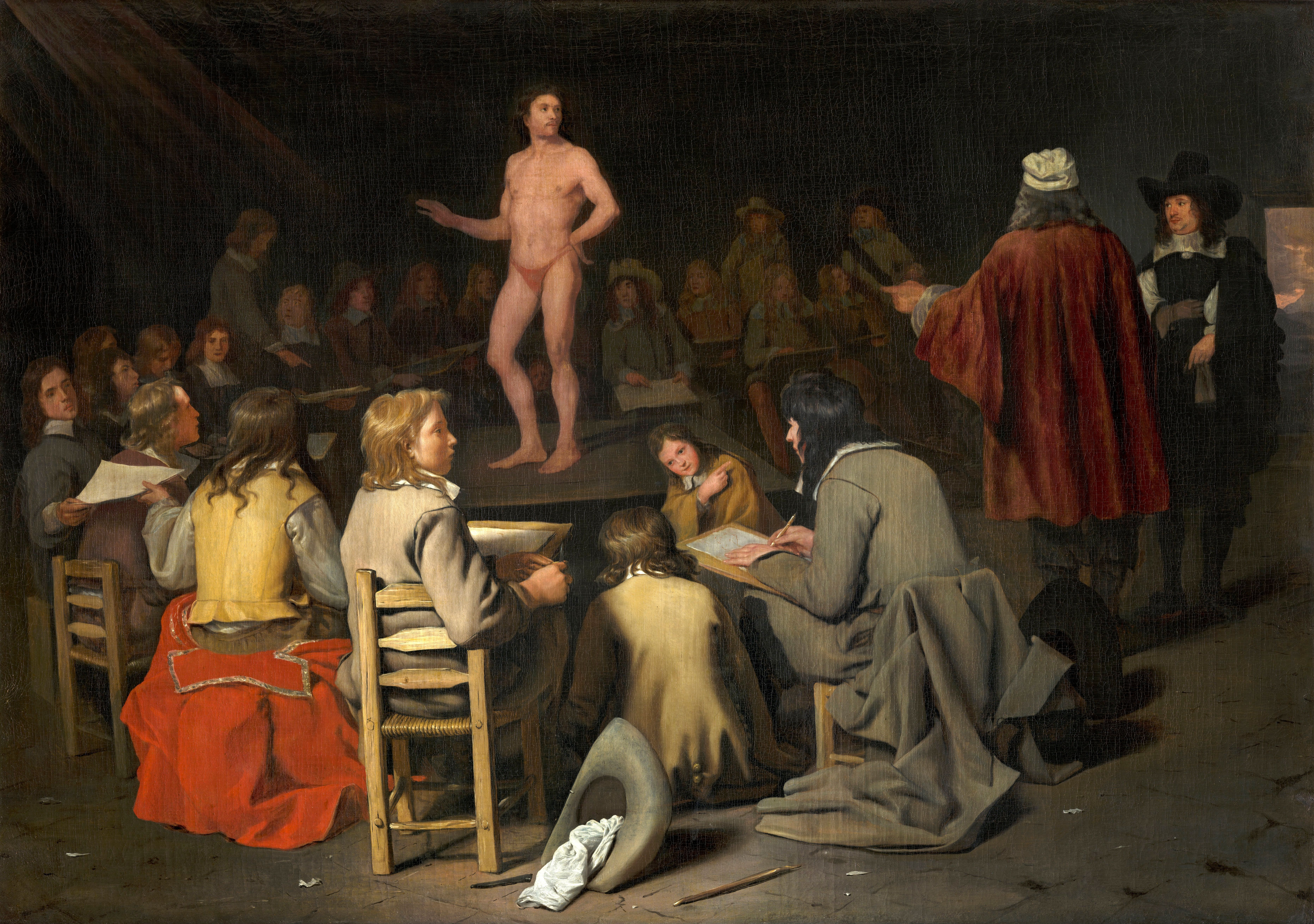
La clase de dibujo, Michael Sweerts, ca. 1656-1658.

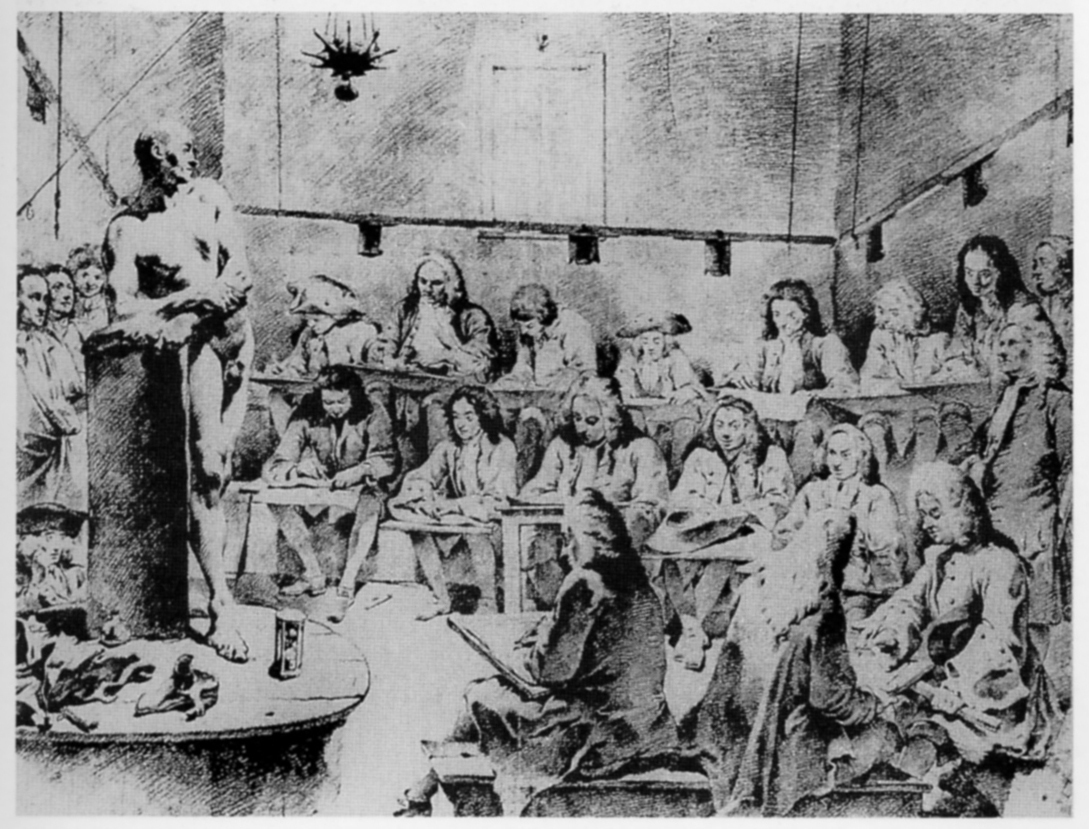
Estudio del desnudo en una academia, Giovanni Battista Tiepolo, 1720.

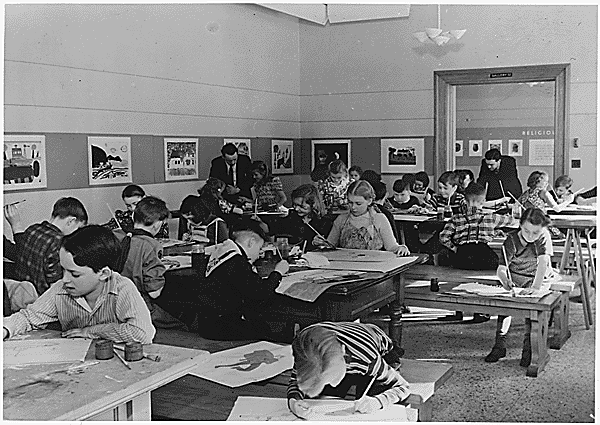
Walker Art Center de Minneapolis, 1941.

Los términos educación artística, pedagogía del arte, enseñanza del arte, aprendizaje del arte, enseñanza de las artes o alguna otra combinación son denominaciones para las diferentes modalidades y metodologías de enseñanza y aprendizaje del arte o las distintas artes y las instituciones relacionadas.[cita requerida]
Las principales divisiones de este campo son la educación plástica y visual (EPV), la pedagogía musical o educación musical (de la música) y la educación expresiva del cuerpo (de la expresión corporal y las artes escénicas -mímica, danza, teatro, artes circenses, entre otros-). Los profesionales del arte o «artistas» suelen destacar específicamente en alguna de ellas por sus condiciones naturales o «talento artístico»; sin embargo, como en toda profesión o actividad humana, se requiere de entrenamiento, estudio y constante actualización. Los estudiantes de las distintas disciplinas artísticas pueden especializarse de forma extrema en una sola para alcanzar el virtuosismo o buscar su capacitación en otras, bien próximas o bien muy diferentes, formándose en nuevas manifestaciones artísticas y pedagógicas, con el fin de lograr un amplio panorama del campo de la expresión artística.
La educación artística incluye tanto la formación reglada u «oficial» que se ofrece a los que aspiran a una carrera profesional en el mundo del arte (que inicialmente se hacía en el entorno gremial de los talleres de oficios artísticos y posteriormente en el entorno de las academias, frente al que reaccionó el arte contemporáneo con la formación autodidacta y el arte alternativo y «bohemio» de los grupos de artistas, las «secesiones» y los refusés —«rechazados»—) como la formación que se ofrece a todos los niños y jóvenes en el entorno escolar (con distintas asignaturas regladas del currículo y con actividades extraescolares o como educación compensatoria) y la oferta de educación no formal y animación sociocultural que se pone a disposición de los dilettanti o amateurs («aficionados») adultos, así como los programas educativos de museos, centros culturales, ocupacionales, recreativos, universidades (extensión universitaria), prisiones, agencias de servicio social e incluso el arte callejero arte callejero.
A pesar de todas las renovaciones conceptuales y metodológicas en la educación en general, y en la artística en particular, la base de todo aprendizaje de las artes siempre ha sido la imitación del maestro por el discípulo y la búsqueda de la perfección a través de la repetición de la copia de los modelos, independientemente del papel mayor o menor que se considere que debe ocupar el desarrollo de la propia creatividad y el concepto de la originalidad.
La educación artística desarrolla capacidades, actitudes, hábitos y comportamientos, potencia habilidades y destrezas, y además es un medio de interacción, comunicación y expresión de sentimientos, emociones y actitudes, que permite la formación integral del niño, del joven y del adulto. Todas las facetas del campo ayudan a enriquecer estas enseñanzas: historia e historiografía del arte, filosofía del arte (estética), teoría del arte, crítica de arte, y los contenidos de cada una de las actividades llamadas «artes», «artes y oficios» y «diseños» (y sus diferentes tipos), junto con las tendencias contemporáneas no encasilladas en el arte tradicional o convencional (arte comunitario, arte relacional, video-arte, cómic, bioarte, animación, etc.) y el uso de las TICs a través de ellas y en las propuestas didácticas que las presentan, que pueden hacerse así más afines a la población meta.

## En la educación básica
En la actualidad y como parte de la proyección hacia el futuro en el campo de la educación, está el enfoque de «educando a lo largo de la vida con «4 pilares», estos pilares son: aprender a conocer, aprender a hacer, aprender a vivir juntos, aprender a ser.
Junto a este pensamiento la Organización de Estados Iberoamericanos (OEI) impulsan desde su programa de educación artística, y publicaciones especialmente de la colección Metas Educativas para el 2021. Esta organización impulsa una formación de ciudadanos a partir de la educación artística en la educación básica.
Los enfoques que se han dado en la educación artística en su sustento teórico abarcan una muy amplia variedad: desde las tradicionales formas de enseñanza de la Academias de Bellas Artes, a los experimentos de la Bau Haus, las justificaciones psicopedagógicas desde el siglo XIX (Pestalozzi) o XX,  Montessori o Lowenfeld), aquellos otros enfoques disciplinares con Elliot W. Eisner o Bruner, las aproximaciones de Graeme Chalmers (enfoque multicultural en el arte), María Acaso, los enfoques comparados, como el de Anne Bamford con su investigación desde la UNESCO toma en cuenta 60 países para medir el impacto de la educación de las artes, o los históricos y postmodernos como el de Arthur Efland, o los actuales desarrollos de métodos de enseñanza basada en artes (Marín Viadel y Roldán], Freedman y Stuhr, solo por mencionar algunos. La educación artística no tiene una esencia multi o interdisciplinar, sino que es reconocida actualmente como una disciplina distinta y apropiada cuyo contenido es diferente de los de las demás disciplinas del currículum escolar.

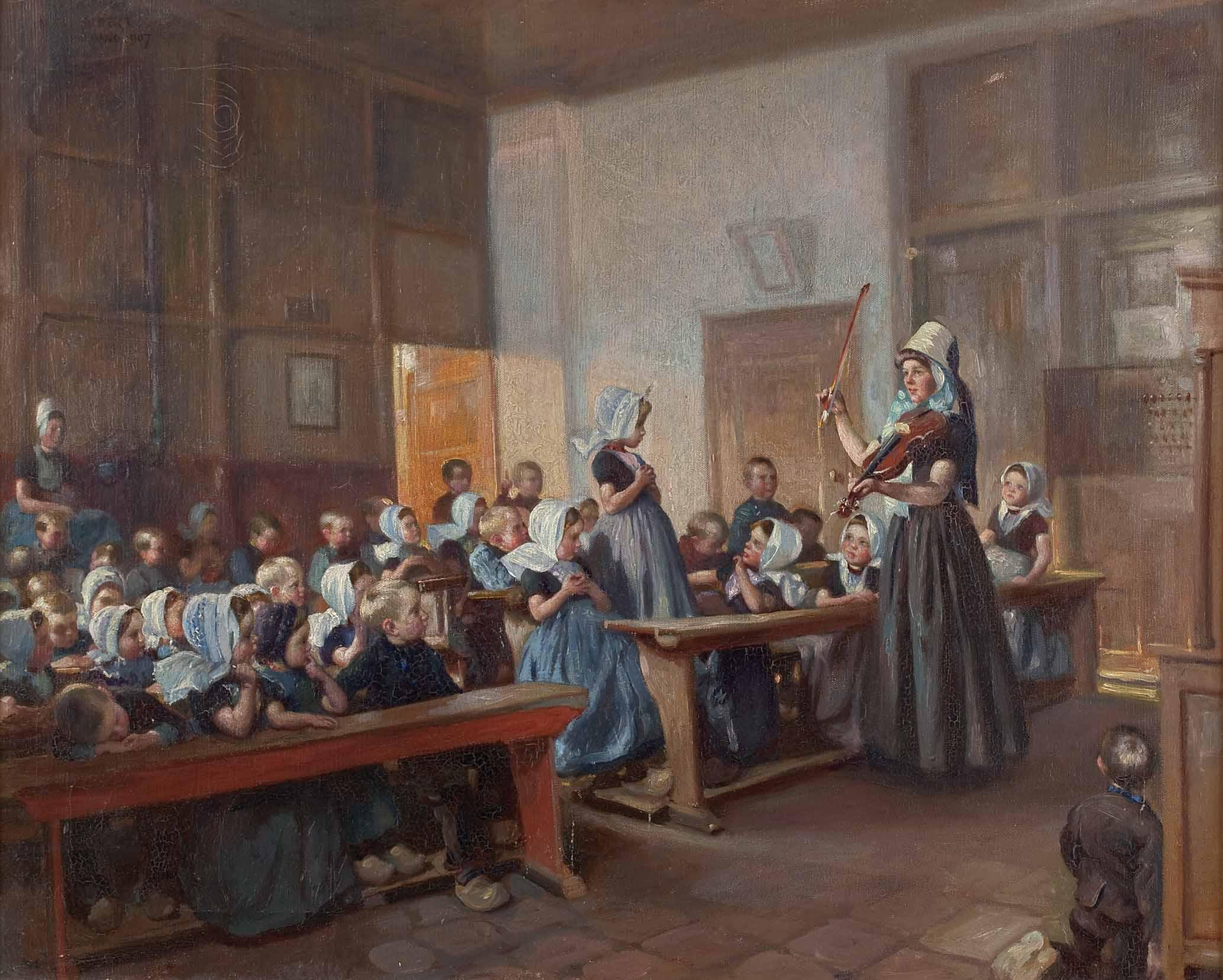
Niños holandeses en clase de música, 1907.
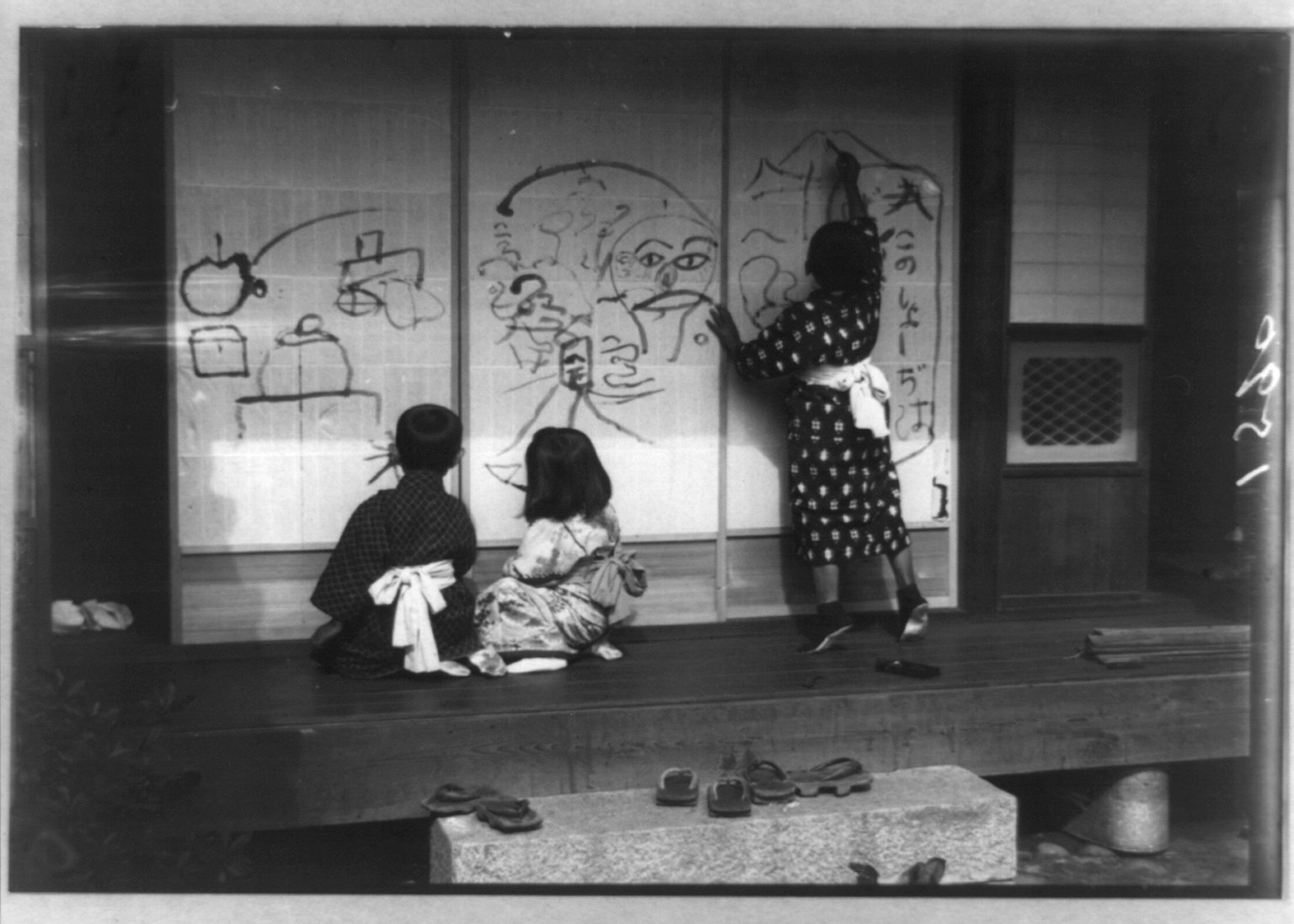
Niños dibujando sobre paneles en Japón, 1909.
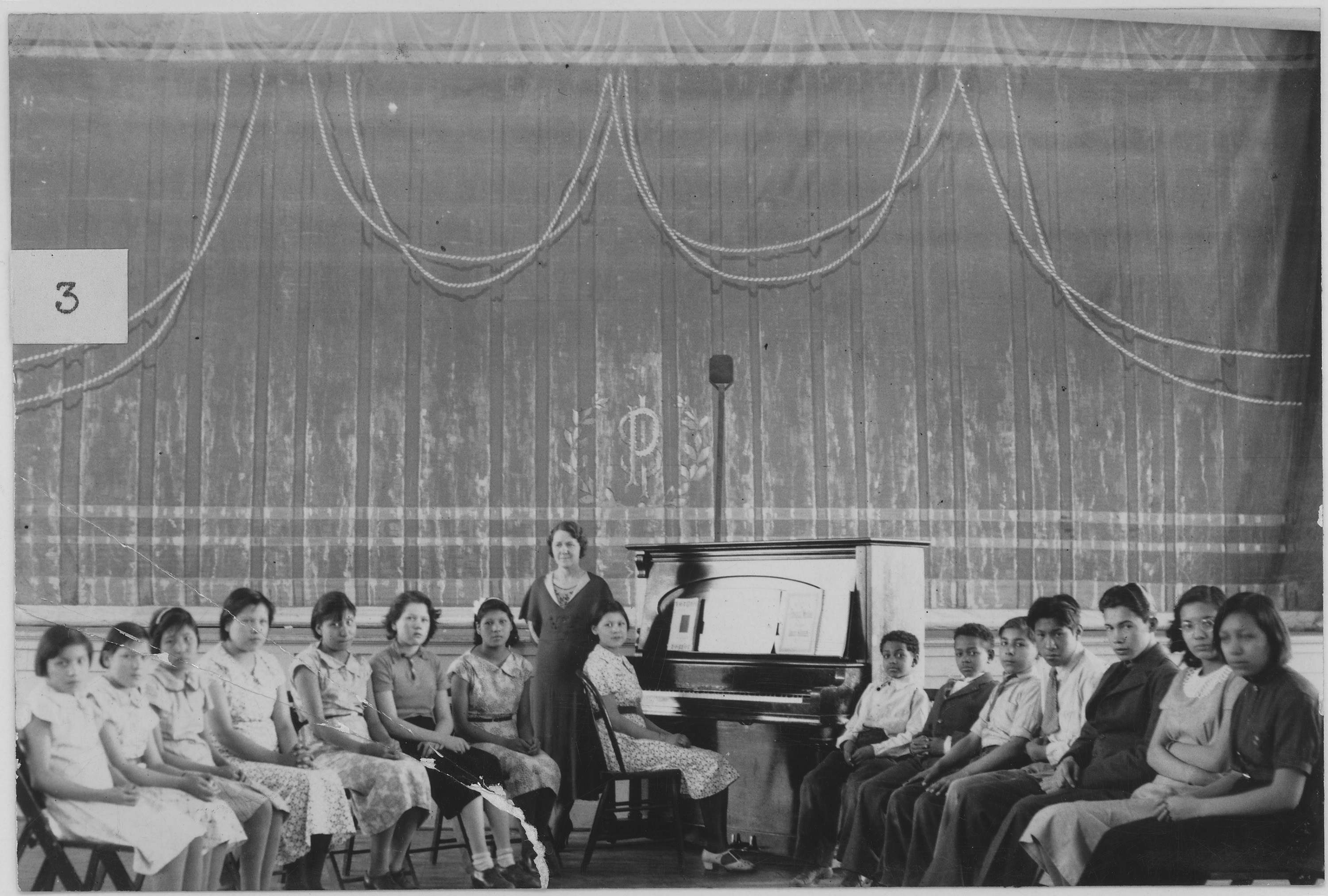
Niños estadounidenses en clase de música, 1936.
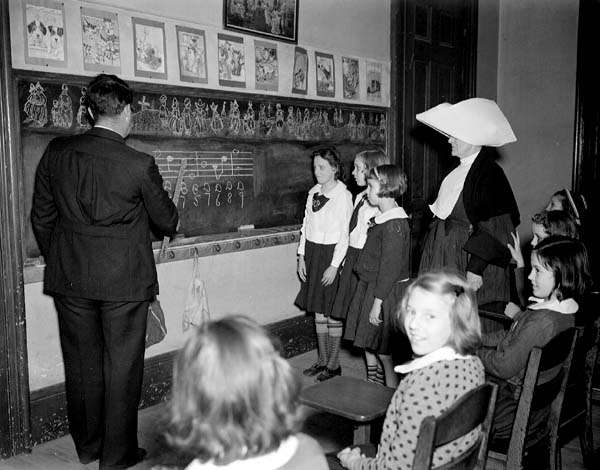
Clase de música en el orfanato de Nueva Orleans, 1940.

## En la educación superior
Las primeras escuelas de arte datan del año 400 a. C. según lo mencionado por Platón. Históricamente en Europa, el arte era enseñado por medio de talleres, donde los artistas adoptaban aprendices de este arte.
Cabe resaltar que el aprendizaje por el diseño tiene más prioridad que las bellas artes. Y en muchos casos, las instituciones de estudios superiores aplican el término de Bellas Artes para designar las áreas de artes plásticas, junto con las artes visuales. Mientras que las escuelas de música se autodenominan como Conservatorio.

## Nacionalmente

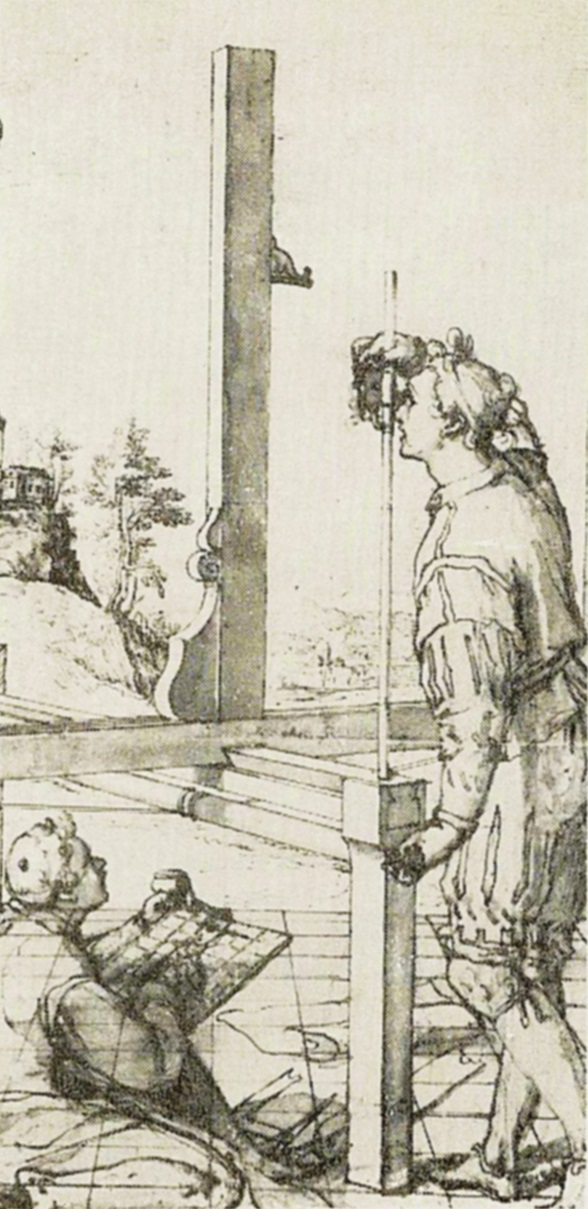
Dos aprendices de pintor, de Federico Zuccaro, ca. 1600.

### En Argentina
La Educación Artística es reconocida en la Ley de Educación Nacional N.º 26206, como espacio curricular imprescindible en la educación obligatoria y común del país.
La finalidad es contribuir a la distribución democrática de bienes materiales y simbólicos para la formación de sujetos capaces de interpretar la realidad socio histórica con un pensamiento crítico, para su transformación.
El arte, según lo expresa la Resolución CFE 111/10 es considerado un campo fundamental de conocimiento, portador y productor de sentidos sociales y culturales que se expresan en distintos formatos simbólicos estéticamente comunicables denominados lenguajes artísticos: danza, música, artes visuales, teatro, audiovisual y multimedial.

### En Costa Rica
En la educación básica y obligatoria, el Ministerio de Educación Pública de la República de Costa Rica, enmarca la educación artística (usualmente: artes plásticas, programa de infantes de 7 a 12 años y adolescentes 13 a 17 años, y arte musical de infantes de 7 a 12 años y adolescentes de 13 a 17 años). Cabe hacer la aclaración: no es una generalidad que haya otro tipo de disciplina artística dada en la educación artística que brinda el ministerio. En este marco del curricular denominado Ética, Estética y Ciudadanía también están otras asignaturas: Educación Cívica, Educación Física, Artes Industriales y Educación para el Hogar.
En artes plásticas como referente, en su incorporación al sistema educativo costarricense, se tiene el Acta N.º 102-67, del Consejo Superior de Educación (CSE), dos lecciones de dibujo en primaria. En el tercer ciclo (jóvenes de 13 a 15 años) el Acta N.º 36-73, donde se aprueba el plan de estudios de artes plásticas para esos niveles. Al que traer acotación que la academia de Bellas Artes de la Universidad Santo Tomás, tiene su año de fundación en 1897.
El Ministerio de Educación Pública, convoca anualmente a sus estudiantes a su Festival Estudiantil de las Artes [2], cada festival tiene su propio tema, se realiza en una serie de etapas, desde cada centro educativo, dirección regional (agrupación de centros educativos) hasta a nivel nacional.

### En España
Los Títulos de Artes Plásticas y Diseño están regulados por el Real Decreto 596/2007, de 4 de mayo.
Las enseñanzas profesionales de artes plásticas y diseño del sistema educativo, comprenden el conjunto de acciones formativas que capacitan para el desempeño cualificado de las diversas profesiones relacionadas con el ámbito del diseño, las artes aplicadas y los oficios artísticos, el acceso al empleo y la participación activa en la vida social, cultural y económica, así como para la actualización y ampliación de las competencias profesionales y personales a lo largo de la vida.
Los títulos de las enseñanzas profesionales de artes plásticas y diseño en el sistema educativo son los de Técnico y Técnico Superior de Artes Plásticas y Diseño.

### Centros destacados de enseñanza de las artes

#### Artes plásticas

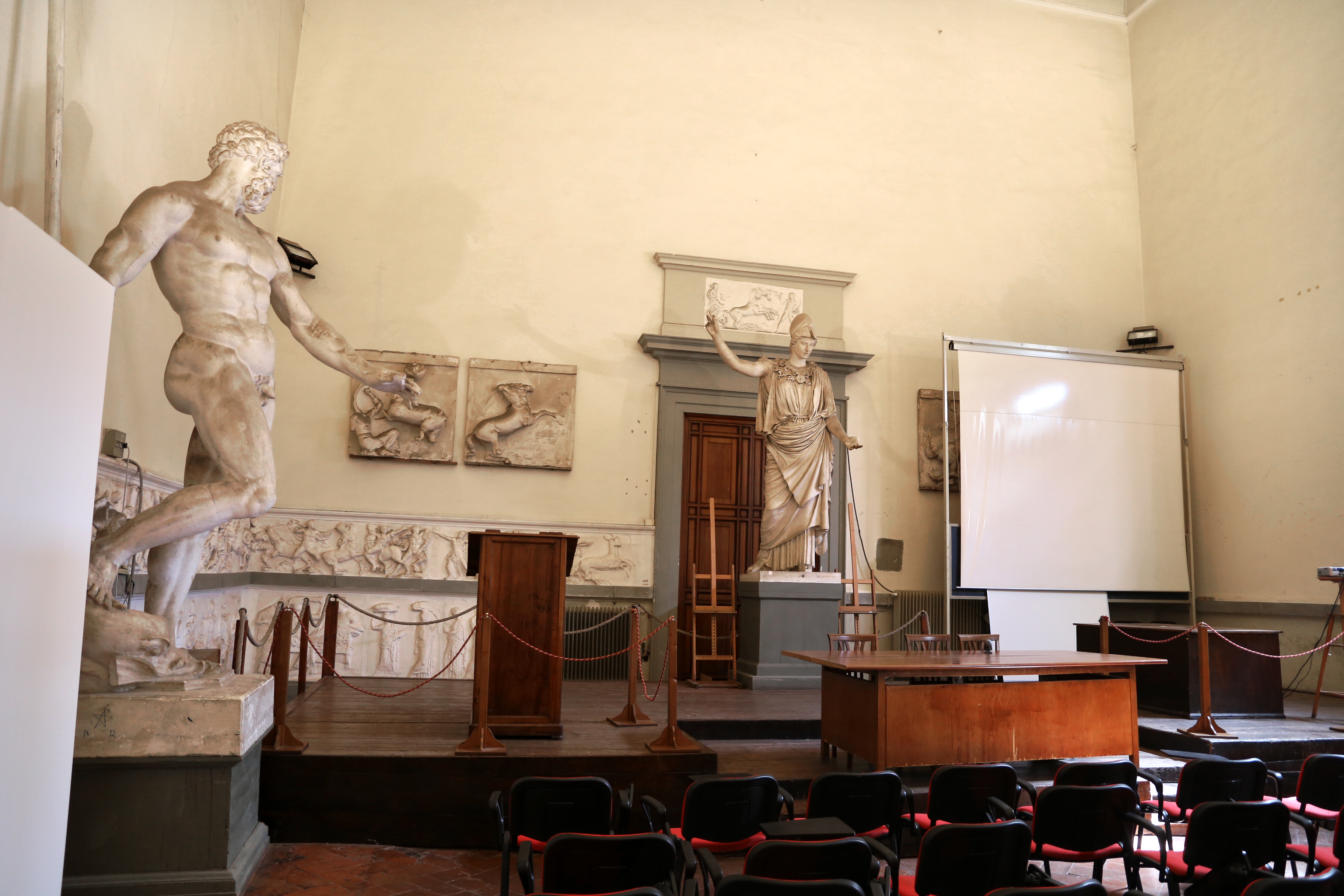
Accademia di Belle Firenze, en el aula minerva.

##### Italia
- Accademia di Belle Arti di Firenze[11] (fundada en 1563 por Cosme I de Médicis como Accademia e Compagnia delle Arti del Disegno, lo que la hace la más antigua).
- Accademia di Belle Arti di Perugia[12] (fundada en 1573 como Academia del Disegno, lo que la hace la segunda más antigua).
- Accademia degli Incamminati o dei Desiderosi (Bolonia, fundada en 1590 por los Carracci).
- Accademia di San Luca (Roma, fundada en 1593 por Federico Zuccari).
- Académie de France à Rome (fundada en 1666 por Luis XIV bajo la dirección de Jean-Baptiste Colbert, Charles Le Brun y Gian Lorenzo Bernini).
- Accademia Albertina delle Belle Arti[13] (Turín, fundada en 1678 como Accademia dei Pittori, Scultori e Architetti por María Juana de Saboya)
- Accademia di Belle Arti (Venecia, fundada en 1750 por Giovanni Battista Piazzetta y Gianbattista Tiepolo)
- Accademia di Brera (fundada en 1776 por María Teresa de Austria)
- Accademia di Belle Arti di Napoli[14] (fundada en 1753 por Carlos VII -futuro Carlos III de España-)
- Academia Española de Bellas Artes de Roma (fundada en 1873)
- Kunsthistorisches Institut in Florenz[15] (fundado en 1897 como instituto de investigación de la historia del arte, actualmente es parte de la Max-Planck-Gesellschaft).

##### Bélgica y Holanda

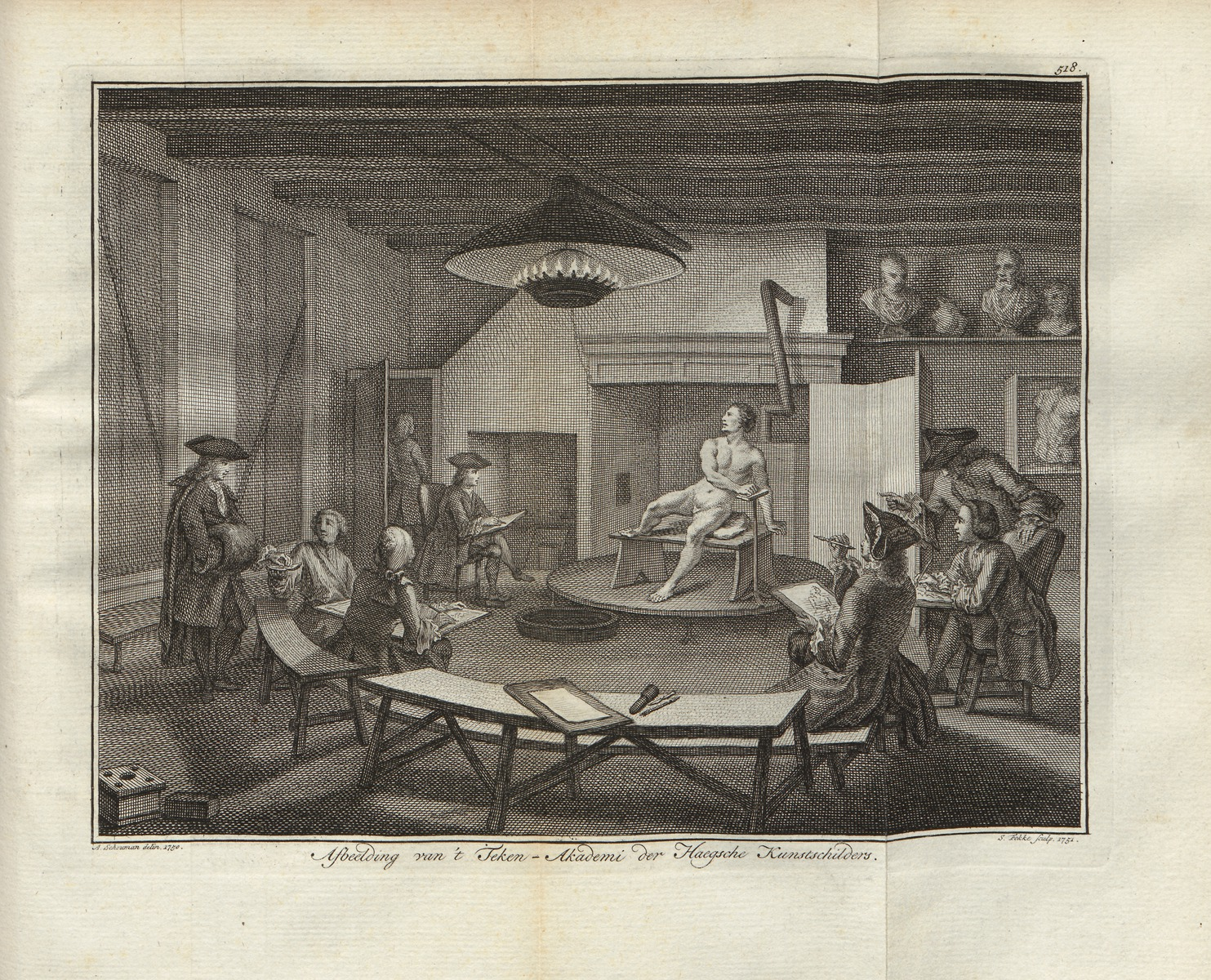
Práctica académica en la Confrerie Pictura, grabado de Simon Fokke, 1750.

- Sint-Lucasgilde («Guilda de San Lucas», denominación tradicional del gremio de pintores en cada ciudad).
- Institut Saint-Luc[17] (Bruselas).
- La Cambre[18] (Bruselas), de arquitectura, fundada por Henry van de Velde.
- Koninklijke Academie voor Schone Kunsten van Antwerpen[19] (Amberes).
- Rijksakademie[20] (Ámsterdam).
- Koninklijke Academie van Beeldende Kunsten[21] (KABK, La Haya).
- Confrerie Pictura[22] (La Haya, fundada en 1656 por los pintores descontentos con la guilda local).
- Gerrit Rietveld Academie[23] (Ámsterdam).

##### Francia

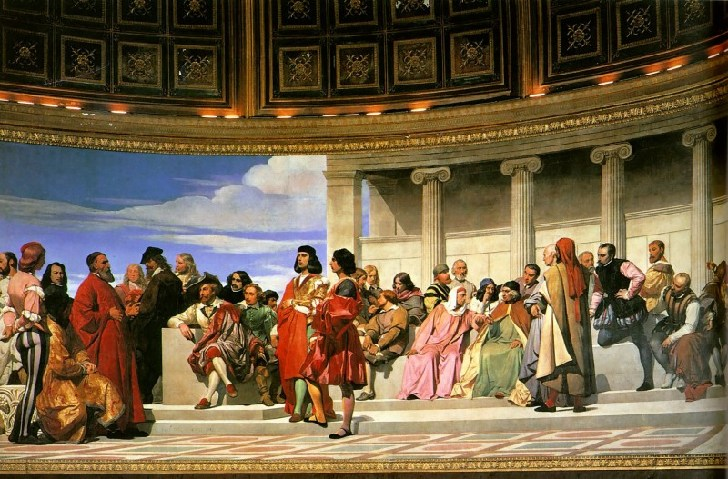
Fragmento de "L'Hémicycle des Beaux-arts" por Paul Delaroche. École nationale supérieure des beaux-arts, Paris. Óleo y cera en la pared.

- Académie royale de peinture et de sculpture (París, fundada en 1648 por el Cardenal Mazzarino).
- École des Beaux-Arts, denominación que llevan las escuelas de Bellas Artes de distintas ciudades
  - la de París, derivada de la Academie royale, se denomina École nationale supérieure des beaux-arts (ENSBA);
  - las hay también en Dijon, Bourges, Nancy, Lyon, Marsella, etc.
  - École supérieure des beaux-arts de Tours (fundada en 1774).
- Académie des beaux-arts (París, fundada en 1816).
- Académie Julian (París, fundada en 1868).
- Académie de la Grande Chaumière (París, fundada en 1902).

##### España e Hispanoamérica

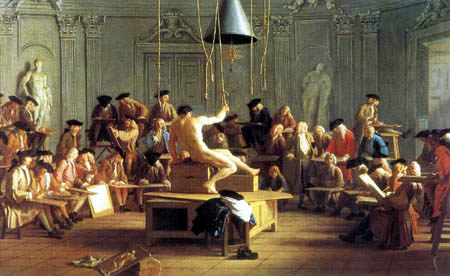
Academia de dibujo, Miguel Ángel Houasse, ca. 1725.

- Real Academia de Bellas Artes de San Fernando (Madrid, fundada en 1752).
- Real Academia de Bellas Artes de San Carlos (Valencia, fundada en 1768 como Real Academia de las Tres Nobles Artes de San Carlos).
- Real Academia de Bellas Artes de Santa Isabel de Hungría (Sevilla, fundada en el siglo XVII, quedó bajo protección real en 1771 como Real Escuela de las Tres Nobles Artes de Sevilla).
- Real Academia Catalana de Bellas Artes de San Jorge (Barcelona, fundada en 1775 como Escuela gratuita de diseño, que posteriormente se denominó Escuela de la Lonja o Escuela de Artes y Oficios de Barcelona, mientras que la institución académica quedó establecida en 1849 como Academia Provincial de Bellas Artes).
- Real Academia de Bellas Artes de la Purísima Concepción (Valladolid, fundada en 1779-1783 como Real Academia de la Purísima Concepción de Matemáticas y Nobles Artes).
- Academia de San Carlos (México, fundada en 1781 como Real Academia de San Carlos de las Nobles Artes de la Nueva España).
- Real Academia de Bellas Artes de San Luis (Zaragoza, fundada en 1792 como Real Academia de las Tres Nobles Artes de San Luis).
- Academia Nacional de Bellas Artes San Alejandro (La Habana, fundada en 1818 como Escuela Gratuita de Dibujo y Pintura).
- Real Academia de Bellas Artes de San Telmo (Málaga, fundada en 1849).
- Real Academia Canaria de Bellas Artes de San Miguel Arcángel (Santa Cruz de Tenerife, fundada en 1849 y restablecida en 1913).
- Academia de Pintura (Santiago de Chile, fundada en 1849).
- Escuela Nacional Superior Autónoma de Bellas Artes del Perú (Lima, fundada en 1918).
- Escuela Superior Autónoma de Bellas Artes Diego Quispe Tito (Cusco, fundada en 1946).
- Instituto Nacional de Bellas Artes y Literatura (INBAL) (México, fundado en 1946 con el nombre de Instituto Nacional de Bellas Artes el cual en sus inicios fue una dependencia de la Secretaría de Educación Pública que tuvo diversos nombres).
- Escuela Nacional de Bellas Artes Prilidiano Pueyrredón (Argentina, empieza a funcionar en 1940).

##### Reino Unido y los Estados Unidos

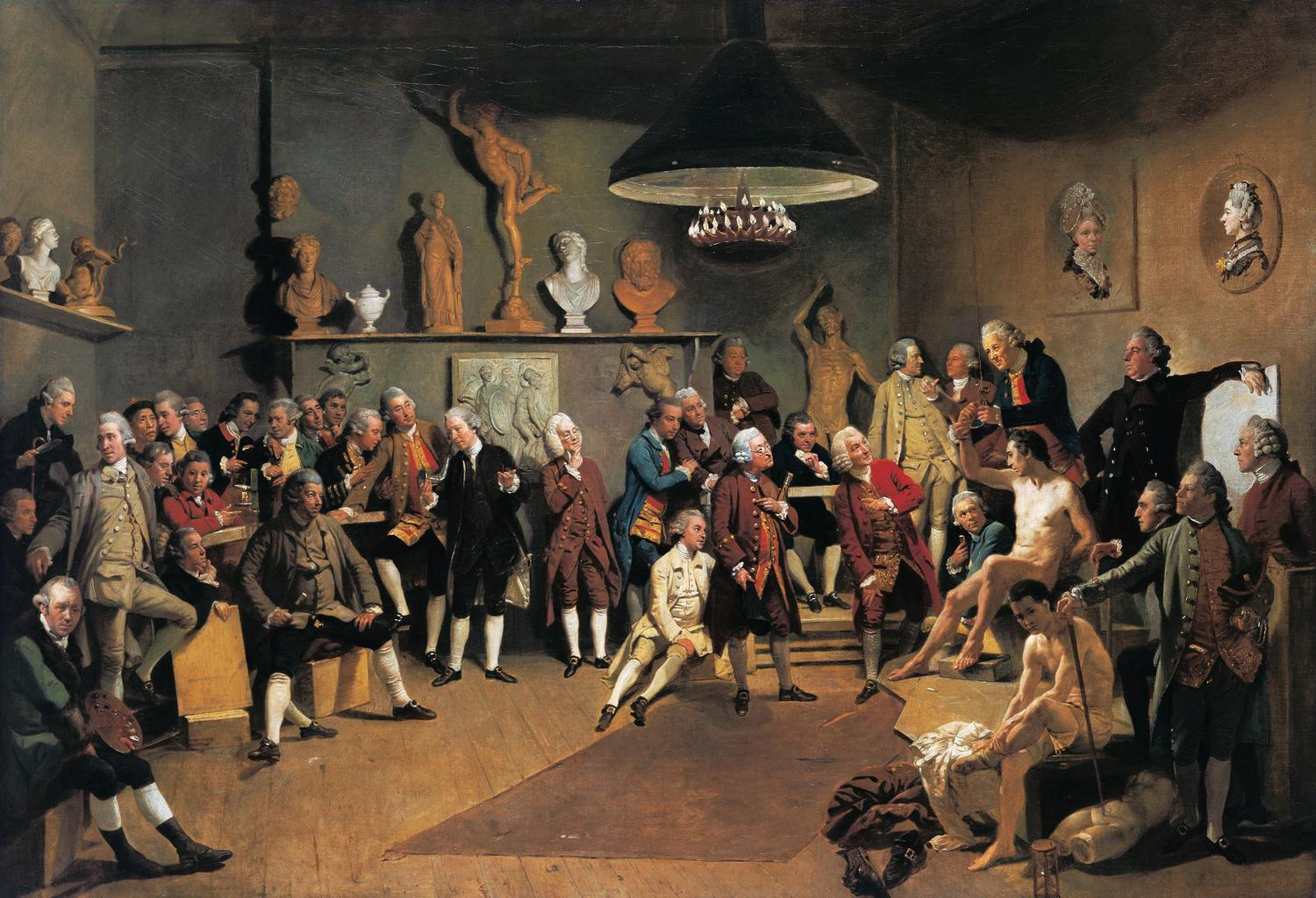
Los académicos de la Royal Academy, Johann Zoffany, 1771-1772.

- Royal Academy (Londres, fundada en 1768, con Joshua Reynolds como primer presidente).
- Royal College of Art (Londres).
- Glasgow School of Art.
- Yale School of Art[26] (fundada en 1869 como parte de la Universidad de Yale).
- Parsons The New School for Design (Nueva York, fundada en 1896).
- Barnes Foundation (Filadelfia).
- School of the Art Institute of Chicago[27] (SAIC).

Además, Londres acoge alguna de las instituciones más importantes en la historiografía del arte: el Warburg Institute y el Courtauld Institute of Art.

##### Europa Central, Oriental y Nórdica

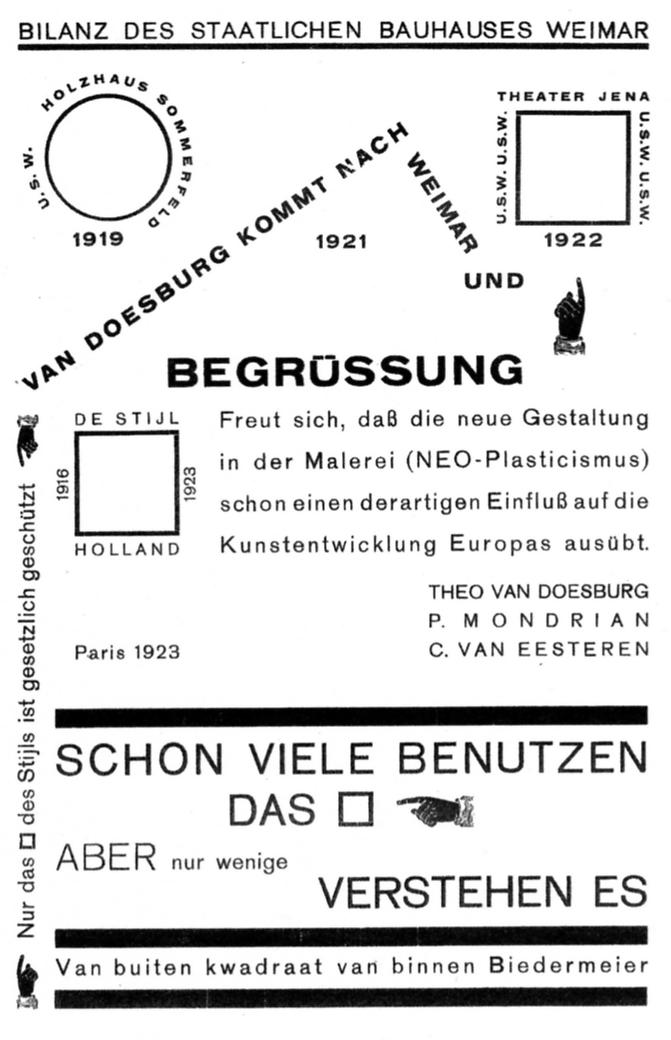
Balance de la Bauhaus, de Theo van Doesburg, 1923.

- Academia de las Artes de Berlín (véase Secesión de Berlín)
- Academia de Bellas Artes de Düsseldorf
- Academia de Bellas Artes de Dresde (véase Secesión de Dresde)[28]
- Academia de Bellas Artes de Múnich (véase Secesión de Múnich)
- Academia de Bellas Artes de Viena (véase Secesión de Viena)
- Academia de Bellas Artes de Praga[29]
- Bauhaus (Weimar, Dessau y Berlín, 1919-1933)
- Academia de Bellas Artes de Varsovia
- Academia Imperial de las Artes (San Petersburgo)
- Academia Real de Bellas Artes de Dinamarca (Copenhague)
- Real Academia Sueca de las Artes (Estocolmo)
- Kuvataideakatemia (KuvA, Helsinki)

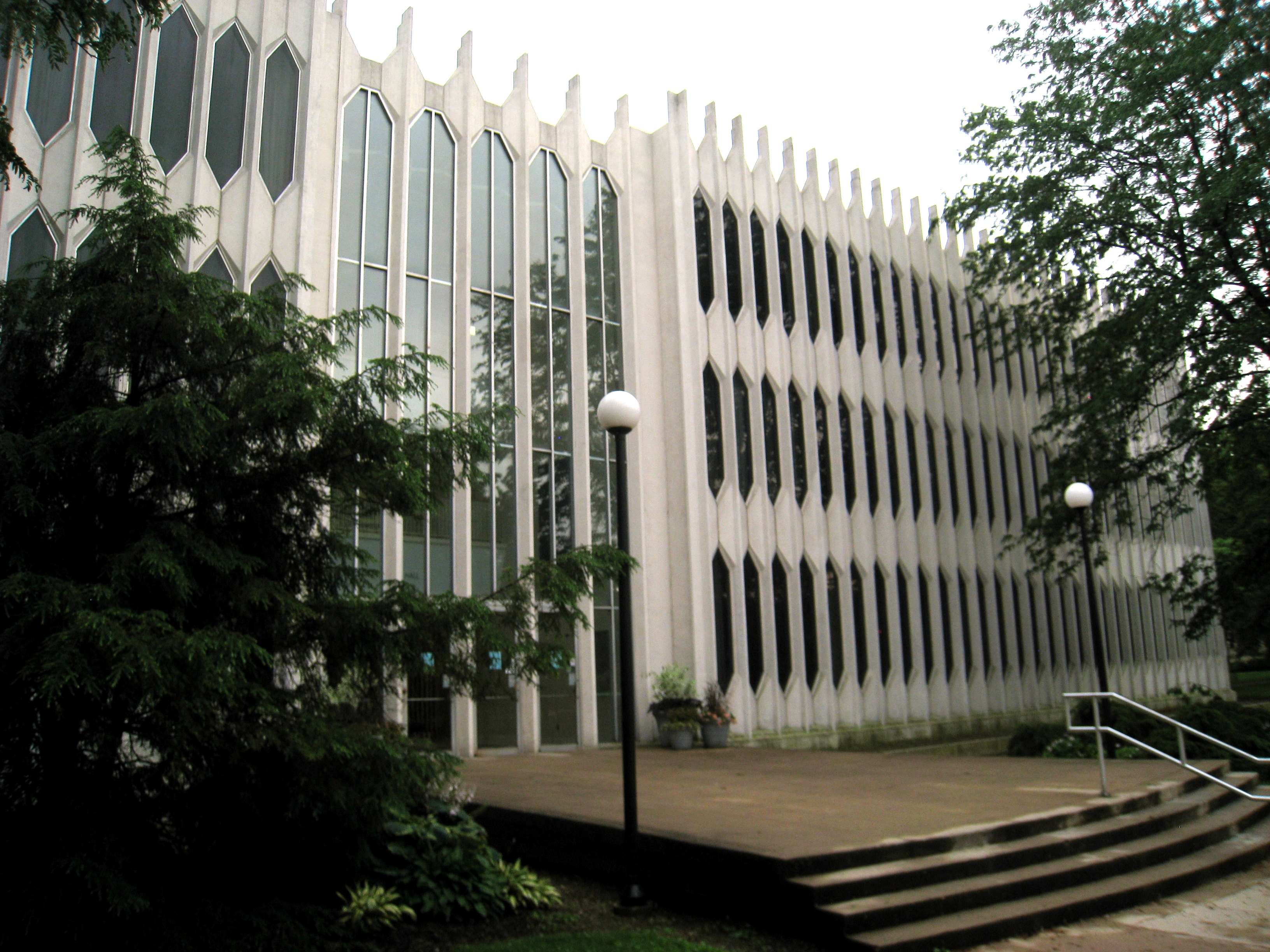
Entrada - Conservatorio Oberlin de Música, Oberlin College, Oberlin, Ohio, USA. Arquitecto Minoru Yamasaki.

#### Otras artes
- Académie royale de danse (París, fundada en 1661, junto con la Académie royale de musique fundada en 1669 formaron la Ópera de París).
- Academia Vaganova de Ballet (San Petersburgo, fundada en 1738).
- Academia estatal de coreografía de Moscú o Escuela de Ballet del Teatro Bolshói (fundada en 1763-1773).
- Real Escuela Superior de Arte Dramático (Madrid, fundada en 1831).
- London Academy of Music and Dramatic Art (Londres).
- Juilliard School (Nueva York).
- High School of Performing Arts[30] (Nueva York), es en la que se ambientan Fame (película de 1980) y Fame (serie de televisión de 1982).
- Actors Studio (Nueva York y Los Ángeles).
- Escuela Nacional de Ballet de Cuba (La Habana).
- National Institute of Dramatic Art (NIDA, Kensington, Australia).
- Cirque du Soleil (Quebec).
- Codarts[31] (Róterdam).
- Conservatoire for Dance and Drama[32] (Reino Unido, coordina las actividades de varias instituciones por todo el país).
- Conservatorio de música Simón Bolívar (Caracas, Venezuela, fundado en 1975).

### Películas
Algunas de las películas ambientadas en escuelas de arte o las que utilizan como recurso dramático la capacidad de la educación artística para la redención vital de los jóvenes son prácticamente un subgénero cinematográfico:
- Billy Elliot
- Les Choristes («Los chicos del coro»)
- High School Musical
- Take the Lead («Déjate llevar»)
- Boychoir («El Coro»)